# Nicolas Repac
Nicolas Repac, né le 11 décembre 1964 à Albi, est un musicien multi-instrumentiste et chanteur français de chanson française.

## Discographie
- 1997 : La Vile (Label bleu)
- 2004 : Swing Swing (No format)
- 2007 : La Grande Roue (XXL Record)
- 2012 : Black Box (No format)
- 2021 : Rhapsodic (No format)
- 2024 : Gramophonie (No format)

### AvecMamani Keita
- 2006 : Yelema[2] (No format)
- 2011 : Gagner l'argent français (No format)

### AvecArthur H
- 2012 : L'Or noir (No format)
- 2014 : L'Or d'Éros

## Musique de film
- 2015 : Vingt et une nuits avec Pattie
- 2018 : Le Poulain

## Sources
1. ↑  « bio – Nicolas Repac » (consulté le 5 décembre 2022)
2. ↑  Discogs album Yelema